# Брендивин
Брендвин (Барандуин) е името на реката, която елфите наричали Барандуин. Тя извира от езерото Ненуиал на север и тече на югозапад, след което достига Великото море, близо до Ерин Ворн. Част от реката оформяла източната граница на Графството преди години. През третата епоха реката е доста малка, но ценна за местните хобити със своята риба, вода и други дарове.